# Gideon Brand van Zyl
Gideon Brand van Zyl (ur. 3 czerwca 1873 w Kapsztadzie, zm. 1 listopada 1956 tamże) – gubernator ZPA, pierwszy urodzony na terenie Południowej Afryki. Funkcję gubernatora pełnił w latach 1945–1950.
Van Zyl urodził się w Kapsztadzie w 1873 roku jako syn adwokata. Po uzyskaniu kwalifikacji prawniczych w 1898 roku Gideon dołączył do rodzinnej firmy. W czasie I wojny burskiej Gideon służył jako doradca w ministerstwie wojny.
Podczas I wojny światowej van Zyl objął funkcję dyrektora ds rekrutacji w okręgu Kapsztad. 
W 1915 roku van Zyl dołączył do południowoafrykańskiej partii Unii z ramienia której był członkiem rady miejskiej Kapsztadu aż do roku 1918. Następnie był członkiem parlamentu, do roku 1942. Pomiędzy 1934 a 1942 był przewodniczącym parlamentu. Na tym stanowisku zastąpił go Edward Jansen.
W latach 1942–1945 był administratorem prowincji Kapsztad, a w połowie 1945 roku został mianowany na gubernatora Związku Południowej Afryki, funkcję tę pełnił do roku 1950.
Gideon van Zyl był żonaty z Marie Fraser, którą poślubił w 1900 roku. Zmarł w 1956 roku.